# Alexandre Pharamond
Alexandre Emmanuel Pharamond (Parijs, 20 oktober 1876 - Neuilly-sur-Seine, 4 mei 1953) was een Frans sporter.

## Carrière
In 1900 werd hij olympisch kampioen rugby.

## Erelijst

### Rugby
- Olympische Zomerspelen:  1900